# École Saint-Elme
Saint-Elme est un ensemble scolaire privé catholique comprenant un collège et un lycée, situé à Arcachon (Gironde), en France.
De 1872 à 1880, elle fut la première École centrale maritime nationale à former les futurs cadres de la marine marchande sur un navire-école : le Saint-Elme[réf. nécessaire].
En 2016, l'école Saint-Elme a un taux de succès de 98,6 % au baccalauréat.

## Histoire

### Fondation
Le père Baudrand, dominicain du Tiers-Ordre enseignant, fonde en 1872 le Collège Saint-Elme,.
Il est transformé en hôpital temporaire durant la Première Guerre mondiale et accueille les orphelins de guerre.
Daniel Cordier passe son adolescence dans le pensionnat, années qu'il décrit dans Les Feux de Saint-Elme sur son éveil sentimental et homosexuel.

## Architecture

### Style
L'architecture de l'école est un mélange de style avec plusieurs bâtiments d'époques différentes. La façade de l'école est l'œuvre de l'architecte Louis Garros et se rapproche du style arcachonnais, notamment dans le travail de la brique. Certains des toits et fenêtres de l'école ont des emprunts au style de la Renaissance alors que la chapelle est plus proche du gothique.

## Anciens élèves célèbres
- Jean-Pierre Alaux, peintre, graveur et sculpteur
- Jean Assollant, aviateur
- Marcel Bich, industriel
- Roger-Henri Expert, architecte[8]
- Daniel Cordier, résistant